# Edgar Zilsel
Edgar Zilsel (né à Vienne en Autriche le 11 août 1891 et mort le 11 mars 1944 à Oakland, Californie, États-Unis d’Amérique) est un historien des idées et philosophe des sciences autrichien. Bien que Zilsel ne soit pas un historien de l'art, son travail sur la notion de génie a été lu par de nombreux spécialistes de l'art, comme Erwin Panofsky ou Charles de Tolnay.

## Biographie
Né en 1891 à Vienne, Zilsel fait preuve d'une curiosité intellectuelle précoce qui s'étend de la musique à la littérature, en passant par les sciences.
Il étudie la philosophie, les mathématiques et la physique à l'Université de Vienne, où il soutient sa thèse de doctorat sur le problème de l'application en 1915. Ce travail, publié en 1916 sous le titre Das Anwendungsproblem, marque le début de sa réflexion sur la relation complexe entre les lois mathématiques et la réalité empirique.
Après un bref passage comme mathématicien dans une compagnie d'assurance, Zilsel devient professeur de mathématiques, de physique et de sciences naturelles dans un lycée viennois. Il poursuit en parallèle ses recherches philosophiques et historiques, publiant notamment un essai sur Mozart en 1912 et un ouvrage critique sur le culte du génie, Die Geniereligion, en 1918.

### Entre cercles intellectuels et engagement politique
Les années 1920 voient Zilsel s'engager activement dans la vie intellectuelle viennoise. Il fréquente le Cercle de Moritz Schlick, où il participe aux débats sur la philosophie scientifique et le positivisme logique, tout en conservant une certaine distance avec le groupe. Il est également proche du cercle du philosophe Heinrich Gomperz, influencé par le marxisme et l'histoire sociale.
C'est dans ce contexte qu'il rédige sa thèse d'habilitation, Die Entstehung des Geniebegriffes, une étude historique et sociologique du concept de génie qu'il soumet à l'Université de Vienne en 1923. Malgré le soutien de certains professeurs, dont Schlick et Gomperz, la thèse est rejetée, probablement en raison de l'antisémitisme latent au sein de l'université à cette époque.
Parallèlement à ses activités de recherche, Zilsel s'investit dans l'éducation populaire. Il devient l'un des principaux enseignants de la Volkshochschule d'Ottakring, une université populaire créée à Vienne après la Première Guerre mondiale. Il y donne de nombreux cours de philosophie, de psychologie, de sciences naturelles et de technologie, s'adressant à un public ouvrier.

### L'exil et la poursuite d'un programme inachevé
L'arrivée au pouvoir des nazis en Autriche en 1938 contraint Zilsel à l'exil. Il fuit d'abord en Angleterre, puis aux États-Unis avec sa femme et son fils.
En exil, Zilsel se heurte à de nombreuses difficultés, tant financières qu'académiques. Il peine à trouver un emploi stable et doit se contenter de postes temporaires dans différentes universités. Malgré ces obstacles, il continue à travailler sur deux projets de recherche majeurs : l'un sur les origines sociales de la science moderne, l'autre sur le concept de loi dans la nature et l'histoire.
Bien qu'il publie plusieurs articles en anglais durant son exil, notamment dans le Journal of the History of Ideas et dans l'American Journal of Sociology, Zilsel ne parvient pas à achever ses projets de livres. Il se suicide en 1944, laissant derrière lui une œuvre riche et inachevée.

### L'héritage de Zilsel: un penseur redécouvert
Après sa mort, l'œuvre de Zilsel tombe dans l'oubli pendant plusieurs années. Ce n'est qu'à partir des années 1970 qu'elle suscite un regain d'intérêt, d'abord dans le monde germanophone, puis dans le monde anglophone et francophone.
Aujourd'hui, Zilsel est considéré comme l'un des pionniers de l'histoire et de la sociologie des sciences. Sa thèse sur les origines sociales de la science moderne, connue sous le nom de "thèse de Zilsel", continue de faire l'objet de débats et d'interprétations.
Son insistance sur la nécessité d'une approche à la fois historique, sociologique et philosophique pour comprendre le développement des sciences reste d'une grande actualité, tout comme sa critique du culte du génie et sa vision d'une science ancrée dans les pratiques sociales.
La revue de sociologie, philosophie et sciences humaines Zilsel lui a rendu hommage en prenant son nom comme intitulé,.